# DISCiPLE

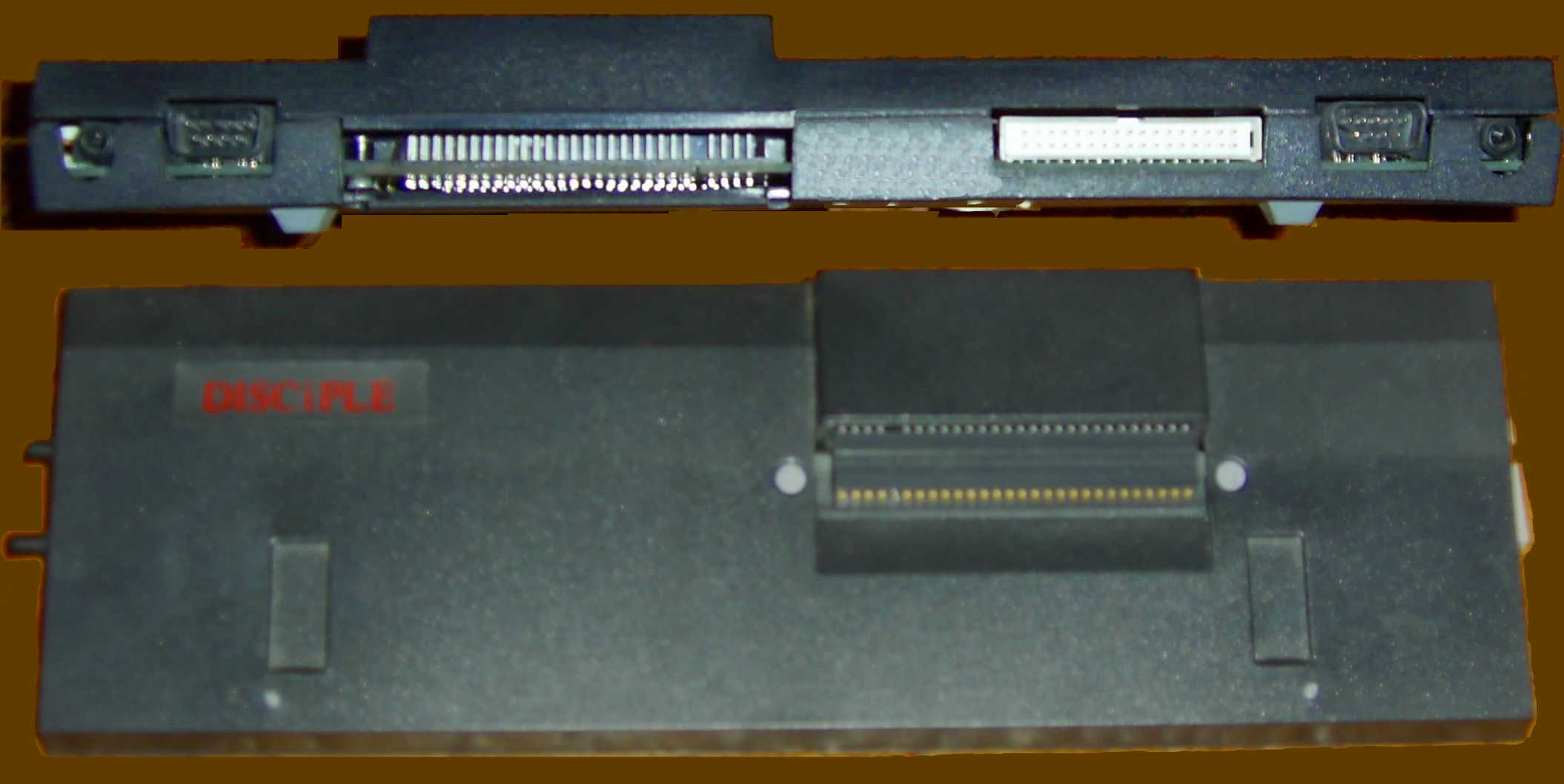
Interface DISCiPLE, vista trasera y superior.

El DISCiPLE, primer producto de Miles Gordon Technology, fue una interfaz de disquete lanzado en 1986 para el ordenador doméstico Sinclair ZX Spectrum 16, 48, 128, +2 (el de carcasa gris) y +2A (el de carcasa negra).

## Características
Como la ZX Interface 1 de Sinclair, el DISCiPLE tenía un diseño en forma de cuña para poder situarse bajo el Spectrum, contando con dos tornillos para asegurar la fijación. Se diseñó como una super-interface, que proporcinarba casi todo lo que un usuario avanzado pudiera necesitar :
- Interfaz controladora de hasta 2 unidades de disquete de Doble Densidad (conector compatible Shugart) controlada por un chip VL1772.
- Interfaz de impresora de puerto paralelo unidireccional compatible con los códigos Epson
- Interfaz de Joystick norma Atari, compatible con la ZX Interface 2 y la Interface Kemston, seleccionables por Software
- Interfaz de red compatible con la ZX Interface 1 y la QLAN del Sinclair QL y compatibles, y mejorada para red DISCiPLE - DISCiPLE o DISCiPLE - SAM Coupé (hasta 16 máquinas)
- Botón de inhibición, que deshabilitaba el dispositivo sin necesidad de retirarlo (para software con protecciones anti-freeze o que requieran toda la memoria, y hardware conflictivo)
- Botón NMI que congela la ejecución y permite salvar, imprimir, configurar o ejecutar un programa previamente cargado en sus 8 kB de memoria RAM interna (desensambladores, buscadores de POKEs, editores de UDG e incluso buscadores de "Sprites" y gráficos de fondo). Si no hay ninguno cargado, la funcionalidad por defecto de las teclas numéricas es :

1. Se imprime la pantalla
2. Se imprime la pantalla en doble resolución.
3. Se guarda la pantalla en disco.
4. Se guarda un programa de 48 kB en disco.
5. Se guarda un programa de 128 kB en disco.

- Prolongador del Bus para poder conectar más periféricos en cascada.
- 8 kB de memoria RAM interna
- 8 kB de Shadow ROM (en una EPROM en zócalo actualizable)

Casi todo el peso lo llevaban dos chips Programmable array logic (matriz lógica programable o PAL) que se calentaban por encima de los niveles de los Pentium. Eran las piezas más frecuentemente sustituidas por los servicios técnicos. Esto, unido a que el color negro de la caja y su posición debajo del Spectrum no ayudaban precisamente a una buena ventilación, fue una de las causas del desarrollo del Plus D.
Es considerada la reina de las interfaces para el Spectrum, alcanzando gran éxito, pese a su relativamente alto precio (casi tanto como el propio ordenador, y eso sin unidades de disco). En la publicidad se la mostraba como una navaja suiza debido a su versatilidad. 
Fue hasta tal punto popular, que la otra interfaz más vendida para el Spectrum, las Multifaces de Romantic Robot, sacaron una versión de su Multiface 128 especialmente adaptada para el DISCiPLE / +D, que sacaba partido de sus prestaciones y memoria.
Sin embargo, la verdadera innovación estaba en la ROM. Como muchos otros competidores, era compatible con la ROM extendida del Interface I de Sinclair utilizando las mismas sentencias BASIC que las empleadas para operan con los Microdrives o la ZX Printer para acceder a las unidades de disco a la impresora paralelo. Además de ser compatibles a nivel BASIC, imitaban también los puntos de entrada en código máquina del Interface 1 - los llamados "hook codes". Esto quería decir que cualquier soft diseñado específicamente para los Microdrives podía usar unidades de disco conectadas a las interfaces de MGT en su lugar, sin tener que modificar nada. Las unidades de disco aprecian como Microdrives gigantescos y muy rápidos.
Al adquirir Amstrad los derechos del Spectrum, una de las primeras modificaciones que hizo fue cambiar el bus trasero, lo que a priori imposibilita la conexión de estos dispositivos a los +2A y +3, pese a lo cual fueron comercializadas versiones del interface adaptadas para funcionar en el +2A.

## Sistema operativo
Su DOS se llamó GDOS. Se cargaba en parte en RAM, viniendo en una casete que usualmente solo se usaba una vez, para crear un disco de arranque desde el que se cargaba. Los DOS del +D (G+DOS) y del SAM Coupé (SAM DOS) son ambos compatibles con el GDOS. Utiliza un muy rígido sistema de direccionamiento. Un disco no puede tener más de 1600 sectores = 800 KiB. (2 caras de 80 pistas, 10 sectores de 512 bytes por pista). En la actualidad existe un sistema operativo de disco duro, llamado +DivIDE que utiliza discos virtuales en formato GDOS como sistema de almacenamiento en el disco duro (no es compatible con otros formatos como FAT o NTFS)

## Distribución
En Inglaterra fue distribuida por Rockford Products, la compañía que financió el desarrollo. Se formó un grupo de usuarios llamado INDUG, conocido posteriormente como Format Publications.
En España fue inicialmente distribuida por una empresa de Barcelona, pero sin mucho empeño, hasta que Jesús Alonso (colaborador de MicroHobby y autor del libro "Curso de Código Máquina") fue a Inglaterra a negociar un acuerdo de distribución exclusiva para España para Tecnex, una consultoría con sede en Madrid. Durante un año, por la calle Ayala fueron desfilando todos los usuarios avanzados de Spectrum de Madrid y se vendió por correo a toda España, dando un servicio técnico adecuado.
MicroHobby, revista en español para el Sinclair ZX Spectrum, le dedicó 9 artículos con varios desarrollos.

### Artículos publicados en MicroHobby
- MH119 Disciple, El interface multiuso definitivo
- MH159 El Pokeador para el Disciple
- MH161 AutoLoad para el Disciple
- MH167 Copiador Disciple-Cinta
- MH182 AmenDisk, Inspector de Discos para el Disciple
- MH184 Doctor D
- MH185 Como Pasar Discos de PC de 5 1/4 a 3 1/2
- MH188 Copiador Para Disciple y PlusD
- MH189 Ordenación Alfabética de Directorios para el Disciple

- Datos: Q2506256
- Multimedia: DISCiPLE / Q2506256